# Discografia di Chiello
La discografia di Chiello, cantautore e rapper italiano, è costituita da tre album in studio, un mixtape, un EP, diciotto singoli e quattordici video musicali (inclusi quelli come artista ospite), pubblicati dal 2018.

## Album in studio
| Anno | Titolo | Classifiche | Certificazioni |
| Anno | Titolo | ITA         | Certificazioni |
| ---- | --- | ----------- | -------------- |
| 2021 | Oceano paradiso - Pubblicato: 14 ottobre 2021 - Etichetta: Thaurus Music - Formati: CD, download digitale, LP, streaming | 3           | - ITA: Platino |
| 2023 | Mela marcia - Pubblicato: 26 maggio 2023 - Etichetta: Island Records - Formati: CD, download digitale, LP, streaming     | 11          |                |
| 2025 | Scarabocchi - Pubblicato: 11 aprile 2025 - Etichetta: Island Records - Formati: CD, download digitale, LP, streaming     | 17          |                |

## Mixtape
| Anno | Titolo |
| ---- | --- |
| 2018 | Zingaro (con Sapobully) - Pubblicato: 21 settembre 2018 - Etichetta: autoedito - Formati: CD, download digitale, streaming |

## Extended play
| Anno | Titolo |
| ---- | --- |
| 2019 | Non troverai un tesoro (con Powv_Fsk) - Pubblicato: 29 aprile 2019 - Etichetta: autoedito - Formati: download digitale, streaming |

## Singoli

### Come artista principale
| Anno                                                                  | Titolo              | Classifiche | Certificazioni | Album di provenienza |
| Anno                                                                  | Titolo              | ITA         | Certificazioni | Album di provenienza |
| --------------------------------------------------------------------- | ------------------- | ----------- | -------------- | -------------------- |
| 2018                                                                  | Quando tu mi baci   | —           | - ITA: Oro     | /                    |
| 2019                                                                  | Maledetta luna      | —           |                | /                    |
| 2019                                                                  | Acqua salata        | —           | - ITA: Oro     | Oceano paradiso      |
| 2020                                                                  | Crema di buccia     | 63          |                | Oceano paradiso      |
| 2021                                                                  | Quanto ti vorrei    | 12          | - ITA: Platino | Oceano paradiso      |
| 2022                                                                  | Dove vai?           | —           |                | /                    |
| 2022                                                                  | Cuore tra le stelle | —           |                | /                    |
| 2023                                                                  | Milano dannata      | —           |                | Mela marcia          |
| 2023                                                                  | Puoi fare meglio    | —           |                | Mela marcia          |
| 2024                                                                  | Limone              | —           |                | Scarabocchi          |
| 2024                                                                  | Stanza 107          | —           |                | Scarabocchi          |
| 2024                                                                  | Ho sbagliato ancora | —           |                | Scarabocchi          |
| 2025                                                                  | Amore mio           | —           |                | Scarabocchi          |
| 2025                                                                  | Pirati              | —           |                | Scarabocchi          |
| 2025                                                                  | Amici stretti       | —           |                | Scarabocchi          |
| "—" indica una pubblicazione che non si è classificata in quel Paese. |                     |             |                |                      |

### Come artista ospite
| Anno                                                                  | Titolo                                                    | Classifiche | Certificazioni | Album di provenienza |
| Anno                                                                  | Titolo                                                    | ITA         | Certificazioni | Album di provenienza |
| --------------------------------------------------------------------- | --------------------------------------------------------- | ----------- | -------------- | -------------------- |
| 2021                                                                  | La strega del frutteto (Sick Luke feat. Chiello e Madame) | 18          | - ITA: Oro     | X2                   |
| 2023                                                                  | Adriatico (Colombre feat. Chiello)                        | —           |                | /                    |
| 2024                                                                  | Ruggine (Mace ft. Chiello e Coez)                         | 40          | - ITA: Oro     | Māyā                 |
| "—" indica una pubblicazione che non si è classificata in quel Paese. |                                                           |             |                |                      |

## Altri brani entrati in classifica
| Anno | Titolo                  | Classifiche | Album di provenienza |
| Anno | Titolo                  | ITA         | Album di provenienza |
| ---- | ----------------------- | ----------- | -------------------- |
| 2021 | Mare caldo              | 50          | Oceano paradiso      |
| 2021 | Non lasciarmi cadere    | 74          | Oceano paradiso      |
| 2021 | Damerino (feat. Taxi B) | 93          | Oceano paradiso      |

## Collaborazioni
| Anno                                                                  | Titolo                                       | Classifiche | Album di provenienza   |
| Anno                                                                  | Titolo                                       | ITA         | Album di provenienza   |
| --------------------------------------------------------------------- | -------------------------------------------- | ----------- | ---------------------- |
| 2021                                                                  | Ayahuasca (Mace feat. Colapesce e Chiello)   | 44          | OBE                    |
| 2021                                                                  | Cancelli di mezzanotte (Rkomi feat. Chiello) | 24          | Taxi Driver            |
| 2023                                                                  | Nulla (Ariete feat. Chiello)                 | —           | La notte               |
| 2024                                                                  | Paradiso (Mahmood feat. Chiello e Tedua)     | 50          | Nei letti degli altri  |
| 2024                                                                  | Trapstar (Sapobully feat. Chiello)           | —           | Smetto quando voglio   |
| 2025                                                                  | Non lo so (Guè feat. Chiello)                | 14          | Tropico del Capricorno |
| 2025                                                                  | Lacrimogeni (Rose Villain feat. Chiello)     | —           | Radio Vega             |
| "—" indica una pubblicazione che non si è classificata in quel Paese. |                                              |             |                        |

## Video musicali
| Anno | Titolo              | Regista/i                                     |
| ---- | ------------------- | --------------------------------------------- |
| 2018 | Quando tu mi baci   | Simone Mariano                                |
| 2019 | Acqua salata        | Danilo Corbellini Scarcia e Manuel Tatasciore |
| 2020 | Crema di buccia     | —                                             |
| 2021 | Quanto ti vorrei    | Tommaso Ottomano                              |
| 2022 | Dove vai?           | Tommaso Ottomano                              |
| 2022 | Cuore tra le stelle | Tommaso Ottomano                              |
| 2023 | Milano dannata      | Tommaso Ottomano                              |
| 2023 | Puoi fare meglio    | Tommaso Ottomano                              |
| 2024 | Ruggine             | DanXzen                                       |
| 2024 | Limone              | Tommaso Ottomano                              |
| 2024 | Stanza 107          | Tommaso Ottomano                              |
| 2024 | Ho sbagliato ancora | Tommaso Ottomano                              |
| 2025 | Amore mio           | Tommaso Ottomano                              |
| 2025 | Pirati              | Tommaso Ottomano                              |